# Oligomenthus chilensis
Oligomenthus chilensis är en spindeldjursart som beskrevs av Vitali-di Castri 1969. Oligomenthus chilensis ingår i släktet Oligomenthus och familjen Menthidae. Inga underarter finns listade i Catalogue of Life.